# Свети Йоан Предтеча (Теологос)
„Рождество на Свети Йоан Предтеча“ (на гръцки: Ιερός Ναός Γέννηση Τιμίου Προδρόμου Θεολόγου) е възрожденска манастирска православна църква край село Теологос на остров Тасос, Егейска Македония, Гърция, част от Филипийската, Неаполска и Тасоска епархия на Вселенската патриаршия.

## История
Църквата е разположена югоизточно от селото, в пустошта преди Бабакия. Храмът е принадлежал на светогорския манастир Дионисиат, който също носи името на Свети Йоан Предтеча. Край църквата в лошо състояне са запазени монашеските килии. В счетоводна книга на Дионисиат от 1570 година е записано, че са платени 200 аспри на метоха в Теологос. Църквата е датирана с полукръгъл надпис над входа. Над него има кръст, а от трите страни клонки с листа и филизи. Надписът гласи:
| „ | ΗΓΕΝΗΣΙΣ ΤΟΥ ΠΡΟ∆ΡΟΜΟΥ ΚΤΗΤΟΥΡΑΣ ΚΟΣΤΑΝ∆ΗΣ ΒΗΡ ΖΑΜΑΝΙ ΣΗΝΒΙΑΣ ΗΡΙΝΗΣ ΒΗΡΖΑΜΑΝΙ 1844 ΑΠΡΙΛΙΟΥ 24 | “ |

## Архитектура
Храмът е еднокорабна сводеста църква без трем с външни размери 10,25 m на 6,00 m и с площ от 61,50 m2. Дебелината на стените е 0,85 m. Входната врата е единична, на западната стена. Наосът се осветява от два южни прозореца, а светилището от един, както и от вентилационен отвор в апсидата. Тъй като външно има разлика в зидарията е възможно в 1844 година да е ремонтиран стар храм, който се е срутил. Подът е покрит с бели плочи.
Иконостасът е дъсчен с две врати и кръгла горна част. Таблата са високи. Иконите от ляво надясно са „Въведение Богородично“ (1844), „Света Богородица“, „Христос Вседържител“, „Свети Йоан Предтеча“, „Св. св. Константин и Елена“. Апсидата е полукръгла, а светата трапеза мраморна с основа раннохристиянска колона. Протезисът и диаконикота са малки сводески полукръгли ниши. Подобна ниша има на севената стена. Покривът е на четири води с плочи.